# August Thon
August Thon (Weimar, 18 de fevereiro de 1839 - Jena, 18 de março de 1912) foi um jurista alemão.

## Biografia
August Thon nasceu em uma família de funcionários públicos em Weimar. Foi o filho do Ministro de Estado de Weimar, Gustav Thon ( 20 de Fevereiro de 1805, Eisenach - 12 de Dezembro de 1882). Completou seus estudos de direito em 1857 na Universidade de Heidelberg, na Universidade de Jena e na Universidade de Göttingen. No dia 14 de Agosto de 1861, ele recebeu seu doutorado em direito em Jena e habilitou-se em 1863 na Universidade de Heidelberg com como professor particular. No dia primeiro de Outubro de 1867, tornou-se assessor do tribunal distrital em Eisenach, foi promotor em Eisenach em 1870, e o primeiro promotor público de Weimar, em 1872. Em 1873, recebeu uma cátedra nos Pandectos de direito romano na Universidade de Rostock. No entanto, mudou-se de volta para cidade, Turíngia, onde foi, a partir de Outubro de 1879, professor titular de direito, assumiu o cargo de Diretor do Departamento de Direito Penal e Processos Penais do Seminário Jurídico, foi Conselheiro Acadêmico do Schöppenstuhl e do Supremo Tribunal Federal, cargo exercido até Julho de 1893. 
Em Rostock, sua obra principal, Estudos sobre a doutrina jurídica geral (Weimar, 1878), criou normas e leis.  Thon também participou das tarefas organizacionais da Universidade de Jena. Posteriormente, foi reitor da faculdade de direito várias vezes, e foi reitor da Alma Mater nos semestres de verão em 1883, 1894, e no semestre de inverno de 1905.  Da sétima à oitava edição, Thon participou da publicação do Manuscrito de Fontes do Direito Romano. Foi agraciado como Conselheiro Privado da Saxônia-Weimar-Eisenach, e se tornou Comandante da Ordem da Casa de White Hawk, com o título de segundo comandante da Ernestinischen Hausordens de Sachsen. Por ocasião de seu 50º jubileu de doutorado, compareceu a uma cerimônia de formatura da faculdade de direito de Jena August Thon. Um de seus alunos foi, posteriormente, seu assistente, Justus Wilhelm Hedemann . 
August Thon casou-se com Johanne Luden (15 de Junho de 1845, Jena - 28 de Junho de 1941, Jena), filha do professor de direito de Jena Johann Heinrich Gottlieb Luden.  O casamento permaneceu sem filhos. 

## Leitura Complementar
- Jornal advogado alemão.  (DJZ) 1911, p.1075 ( digitalizados ) e 1912, pág. 501 ( digitalizados )
- Gustav Zieler, Theodor Scheffer: Alemanha acadêmica. Manual bibliográfico biográfico para as universidades do Reich alemão como suplemento do calendário universitário alemão.  Scheffer, Leipzig, 1905, volume 2, p. 6 ( digitalizado )
- Hermann August Ludwig Degner: Quem é? Nossos contemporâneos. léxico contemporâneos.  Degner, Leipzig, 1908, 3.  Ed., P. 1387
- Almanaque da Ordem Alemã.  (OA) Berlim, 1908/09, Sp. 1545 ( digitalizado )
- Richard Kukula: Anuário bibliográfico de universidades alemãs.  Wagner, Innsbruck, 1892, p. 926 ( digitalizado )
- Ernst Pilz: Álbum de professor da Universidade de Jena, 1858 a 1908.  Neuenhahn, Jena, 1908, p 23
- Manual do Estado do Grão-Ducado da Saxônia-Weimar-Eisenach 1880.  Böhlau, Weimar, 1880, p. 145, 148, 158, 165

## Ligações Externas
- Entrada para August Thon
- Literatura sobre August Thon na bibliografia nacional MV